# Crèvecœur-le-Petit
Crèvecœur-le-Petit is een gemeente in het Franse departement Oise (regio Hauts-de-France) en telt 114 inwoners (2009). De plaats maakt deel uit van het arrondissement Clermont.

## Geografie
De oppervlakte van Crèvecœur-le-Petit bedraagt 3,3 km², de bevolkingsdichtheid is dus 34,5 inwoners per km².
De onderstaande kaart toont de ligging van Crèvecœur-le-Petit met de belangrijkste infrastructuur en aangrenzende gemeenten.

## Demografie
Onderstaande figuur toont het verloop van het inwonertal (bron: INSEE-tellingen).